# Конькобежный спорт на зимней Универсиаде 2017
Соревнования по конькобежному спорту в рамках зимней Универсиады 2017 года прошли с 29 января по 6 февраля 2017 года на высокогорном катке «Медео» в казахстанском городе Алма-Ата. Разыгрывалось 14 комплектов наград.

## Медалисты

### Мужчины
| Дистанция                | Золото                      | Золото           | Серебро                            | Серебро          | Бронза                           | Бронза           |
| ------------------------ | --------------------------- | ---------------- | ---------------------------------- | ---------------- | -------------------------------- | ---------------- |
| 500 м протокол           | Чха Мин Гю Республика Корея | 70.40            | Кото Накао Япония                  | 70.76            | Ким Ён Чжин Республика Корея     | 71.13            |
| 1000 м протокол          | Чха Мин Гю Республика Корея | 1:09.56          | Мартейн Ренье Ван Устен Нидерланды | 1:10.12          | Косака Рю Япония                 | 1:10.58          |
| 1500 м протокол          | Кирилл Голубев Россия       | 1:49.30          | Мартейн Ренье Ван Устен Нидерланды | 1:49.53          | Дзюнъя Мива Япония               | 1:49.61          |
| 5000 м протокол          | Давиде Гьотто Италия        | 6:51.64          | Сэйтаро Итинохэ Япония             | 6:52.94          | Линус Хайдеггер Австрия          | 6:55.46          |
| 10000 м протокол         | Давиде Гьотто Италия        | 13:48.12 TR      | Масахитр Обаяси Япония             | 14:24.95         | Moon Hyun-woong Республика Корея | 14:26.00         |
| Командная гонка протокол | Республика Корея            | 4.00,43          | Япония                             | 4.03,77          | Нидерланды                       | 4.04,56          |
| Масс-старт протокол      | Сэйтаро Итинохэ Япония      | 65 очков 8.56,98 | Lee Jin-yeong Республика Корея     | 40 очков 8.57,18 | Александр Разорёнов Россия       | 20 очков 9.01,11 |

### Женщины

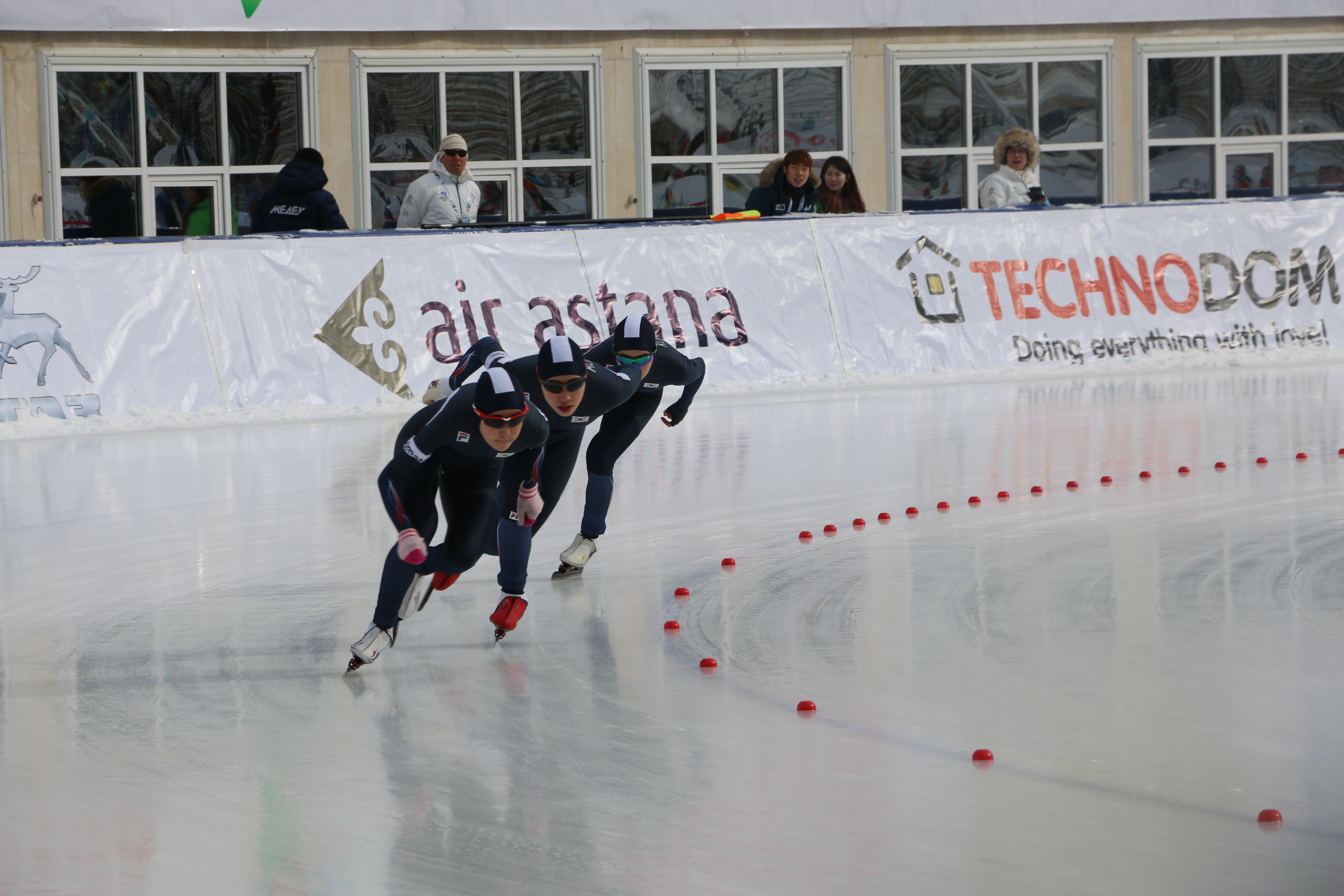
Финал гонки преследования
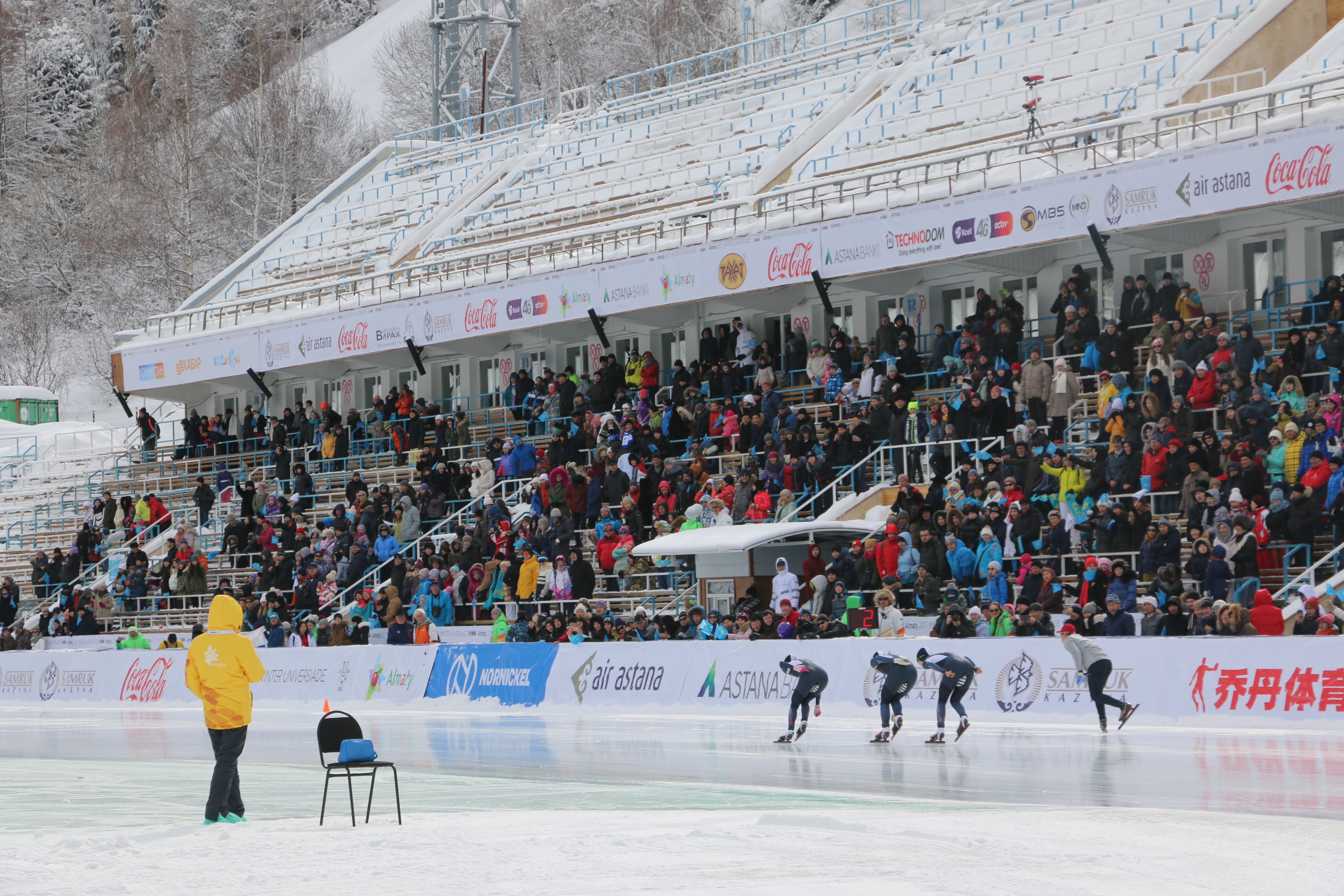
Финал гонки преследования
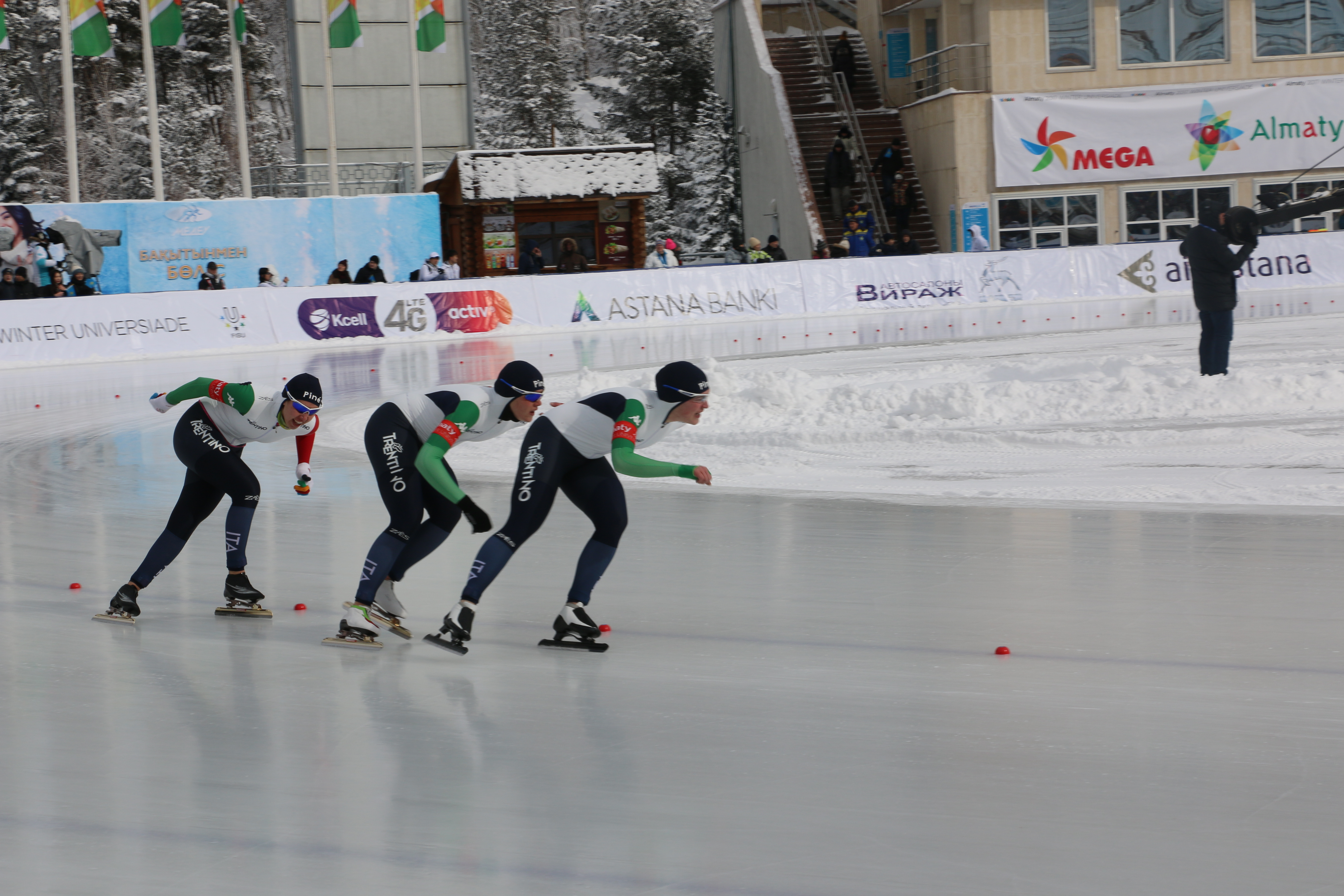
Итальянские конькобежки
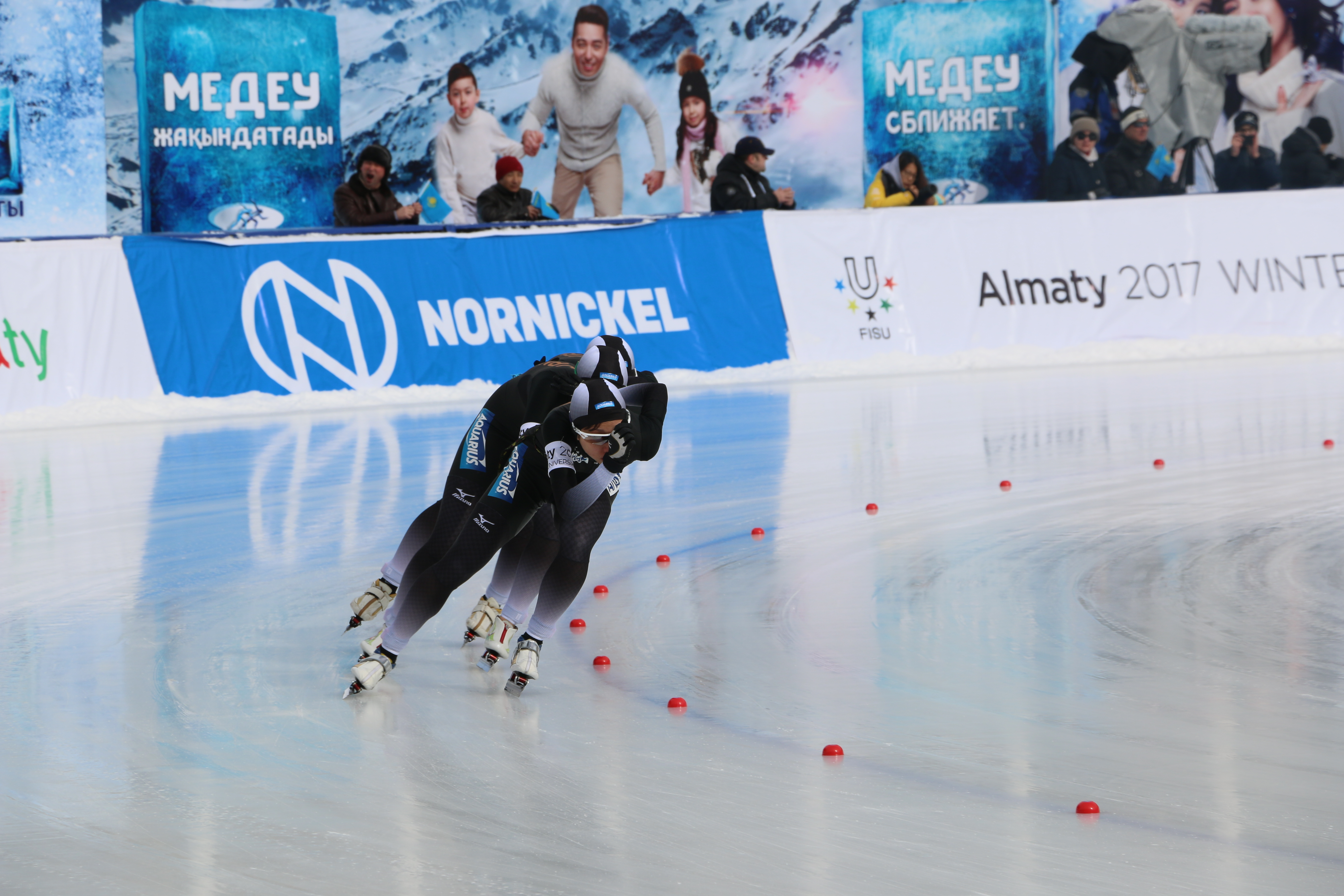
Японские спортменки

| Дистанция                | Золото                      | Золото            | Серебро                     | Серебро           | Бронза                       | Бронза           |
| ------------------------ | --------------------------- | ----------------- | --------------------------- | ----------------- | ---------------------------- | ---------------- |
| 500 м протокол           | Ким Хён Юн Республика Корея | 77.83             | Ариса Цудзимото Япония      | 78.52             | Александра Качуркина Россия  | 78.71            |
| 1000 м протокол          | Александра Качуркина Россия | 1:19.10           | Ким Хён Юн Республика Корея | 1:19.19           | Екатерина Айдова Казахстан   | 1.19.53          |
| 1500 м протокол          | Александра Качуркина Россия | 2:06.20           | Нана Такахаси Япония        | 2:06.35           | Екатерина Айдова Казахстан   | 2:06.58          |
| 3000 м протокол          | Марина Зуева Беларусь       | 4:18.26           | Нана Такахаси Япония        | 4:27.68           | Елена Сохрякова Россия       | 4:27.89          |
| 5000 м протокол          | Марина Зуева Беларусь       | 7:20.11           | Нэнэ Сакаи Япония           | 7:35.14           | Лим Джон Су Республика Корея | 7:49.09          |
| Командная гонка протокол | Республика Корея            | 3.13,65           | Россия                      | 3.18,58           | Япония                       | 3.20,17          |
| Масс-старт протокол      | Анна Присталова Россия      | 68 очков 10:43.74 | Нэнэ Сакаи Япония           | 40 очков 10:45.12 | Чон Е Чжин Республика Корея  | 21 очко 10:45.33 |

## Медальный зачёт
| Место | Страна           | Золото | Серебро | Бронза | Всего |
| ----- | ---------------- | ------ | ------- | ------ | ----- |
| 1     | Республика Корея | 3      | 0       | 2      | 5     |
| 2     | Россия           | 2      | 0       | 2      | 4     |
| 3     | Беларусь         | 2      | 0       | 0      | 2     |
| 4     | Италия           | 1      | 0       | 0      | 1     |
| 5     | Япония           | 0      | 6       | 2      | 8     |
| 6     | Нидерланды       | 0      | 2       | 0      | 2     |
| 7     | Австрия          | 0      | 0       | 1      | 1     |
| 7     | Казахстан        | 0      | 0       | 1      | 1     |
| Всего | Всего            | 8      | 8       | 8      | 24    |